# オブトアレチネズミ
オブトアレチネズミ（尾太荒地鼠、学名：Pachyuromys duprasi）は、ネズミ目（齧歯目）ネズミ科アレチネズミ亜科オブトアレチネズミ属に分類されるネズミ。1属1種である。
一般的にファットテールジャービルと呼ばれる。毛の少ない太く膨らんだ尾が特徴であり、その形状から日本ではマカロニマウスとも呼ばれている。

## 分布
サハラ砂漠北部（アルジェリア、チュニジア、リビア、エジプト北西部）に生息する。

## 形態
頭胴長は10 - 13cm、尾の長さは5 - 6cm。体重は、野生では22 - 45gであるが、飼育下では55 - 82gになる。[[en:Fat-tailed gerbil#Description]](21:31,22 October 2022 UTC) 寿命は平均して２～４年ほどである。
厚く柔らかな被毛を持つ。背中の毛は毛先が茶色で、根本は濃い灰色。腹部は白い。首のくびれがほとんど無いずんぐりした体型。大きなアーモンド型の黒い目をしている。他のジャービルと比べて、後ろ脚が短くて細く、ジャンプが苦手。
特徴的な太く膨らんだ尾には、脂肪を蓄えることができ、砂漠においてラクダのコブのような役割をすると考えられている。飼育下では、尾が太くつやつやしているかどうかは、健康度のバロメーターになる。

## 生態
植物がまばらに生えた砂地や岩場で、地下に巣穴を掘って暮らしている。他の生物が掘った穴を利用することもある。
仰向けになって死んだように寝ることがよくある。
ハムスター等の他のネズミの類いと比較すると妊娠期間が長く、子供の目が開くまでの時間も長い。